# العمال التونسيون وظهور الحركة النقابية (كتاب)
العمال التونسيون وظهور الحركة النقابية: هو أول كتاب يصدره المصلح الاجتماعي التونسي الطاهر الحداد وقد اهتم فيه بالتأريخ لأول تجربة نقابية عمالية تونسية.

صورة غلاف كتاب العمال التونسيون وظهور الحركة النقابية للحداد

## تاريخه
دخل الطاهر الحداد (1899-1935) بعد تخرجه من جامع الزيتونة عام 1920 معترك النضال السياسي في صلب الحزب الحر الدستوري التونسي ثم في جامعة عموم العملة التونسية التي أسسها محمد علي الحامي عام 1924 وانتهت عام 1925 بمحاكمة قادتها ونفي زعيمها. وتأريخا منه لهذه التجربة ووفاء لصاحبه وابن بلدته محمد علي الحامي، أصدر الطاهر الحداد عام 1927 هذا الكتاب. ثم صدرت الطبعة الثانية منه عام 1966 والثالثة عام 1972 وتوالت طبعات أخرى لاحقا. كما عرف الطاهر الحداد بكتابه امرأتنا في الشريعة والمجتمع إلا أنه قد صدر له كتاب بعد وفاته بحوالي نصف قرن يحمل عنوان التعليم الإسلامي وحركة الإصلاح في جامع الزيتونة.

## المحتوى
في المقدمة تحدث الحداد عن الحركة العمالية في أوروبا. ثم خصص الفصل الأول «للحالة الاجتماعية والاقتصادية بتونس» متحدثا عن عمال الزراعة والصناعة، وصولا إلى الحديث عن «جمعية التعاون الاقتصادي التونسي» وأورد جملة من الخطب التي ألقيت بمناسبة تأسيسها ومن بينها خطاب محمد علي الحامي الذي تحدث عن حياته: «وكان سبب خروجي من بلادي ادفاعا لإحساساتي الإسلامية، فسافرت إلى بلاد الشرق من تركيا إلى مصر ثم طرابلس الغرب، ورأيت من أحوال الأمم الشرقية وحركاتهم وتطوراتهم ما جعلني أفكر في بلادي ومستقبلها، وشجعني على العمل ما رأيت من مشاهير رجالهم الذين اجتمعت بهم من العزم والحزم والنشاط». وعنون الفصل الموالي ب«تهيؤ العمال للنقابات» ثم تحدث عن إضراب صائفة عام 1924 برصيف تونس العاصمة وإضرابات بنزرت ثم تكون الحركة النقابية برصيف تونس وبنزرت وأحوازها وماطر وصولا إلى تأسيس جامعة عموم العملة التونسية التي تكونت لجنتها التنفيذية يوم 3 ديسمبر 1924 وتضم العناصر التالية: محمد علي الحامي كاتبا عاما، وإبراهيم بن عمر معاونا له، ومحمد قدور أمين مال، والبشير الجودي معاونا له، وتركبت الدعوى من المختار العياري ومحمود الكبادي ومحمد الغنوشي والطاهر الحداد والبشير الفالح وتركبت لجنة المراقبة من أحمد الدرعي ومحمد الخياري والطاهر عجم ومحمد الدخلاوي. كما تحدث الحداد عن الدعاية في جهات المملكة وتحديدا بقفصة والمتلوي وتطور الأوضاع وصولا إلى إيقاف العناصر القيادية وتألب الأحزاب ضد الجامعة ثم المحاكمة. وفي الخاتمة ذكر الحداد «وضعنا هذا التاريخ ولم نجمع فيه كل جزئيات الحركة، لكننا سجلنا أهم الحوادث والأفكار فيها، وليس من قصدنا أن نضعه مثلا أكمل يحتذى في العمل العمومي المقبل ولا أن يكون كدعاية جديدة إثارة حماس سياسي إذ لم يبق أحد يعتقد في الهياج السياسي وهو مجرد من الأعمال الاجتماعية التي تكون بها الأمة شعبا».

## إشارات مرجعية
1. ↑  الطاهر الحداد، العمال التونسيون وظهور الحركة النقابية، الدار التونسية للنشر، تونس 1972، ص 49
2. ↑  المصدر نفسه، ص 145
3. ↑  المصدر نفسه ص 215